# Luppitt
Luppitt ist ein Dorf und ein Civil Parish in East Devon, etwa 6 km nördlich von Honiton.

## Geographie
Südöstlich des Dorfes Luppitt liegt am südlichsten Punkt des Hartridge Hill der Weiler Beacon. Weiter südlich liegt auf dem Dumpdon Hill eine Wallburg.
Im Westen und Nordwesten grenzt Luppitt an Dunkeswell. Im Norden stößt die Spitze der Gemarkung an Hemyock und Clayhidon. Im Nordosten benachbart ist Upottery. Im Südosten liegt Monkton. Die Südspitze Luppitts stößt an Honiton. Südwestlich grenzt Combe Raleigh an Luppitt.
Entwässert wird der Parish durch den River Otter, der nach Südosten hin auch die Gemarkungsgrenze bildet und einige seiner Zuflüsse. Das Gemeindegebiet liegt somit im Einzugsgebiet des Ärmelkanals.

## Persönlichkeiten
Der Historiker William Harris war von 1741 bis 1770 Prediger in der presbyterianischen Dorfkapelle.
Gegen Ende seines Lebens besaß der Maler Robert Polhill Bevan (1865–1925) das Marlpits genannte Häuschen an der Luppitt Common, wo er zahlreiche Ansichten der Umgebung malte.